# Ouaka
Ouaka és una de les 14 prefectures de la República Centreafricana. Està situada en el centre-sud del país, junt amb la República Democràtica del Congo. La seva capital és Bambari. Frontereja amb les prefectures de Bamingui-Bangoran al nord, Nana-Grébizi al nord-oest, Kémo a l'oest, i Haute-Kotto i Basse-Kotto a l'est.
A més de Bambari, també són importants les ciutats de Grimari, a l'oest, Ippy, al centre, Yangalia, al nord, i Kouango, a la desembocadura del Riu Ouaka al riu Ubangui.
Ouaka rep el nom del principal riu que passa per aquesta prefectura: el Riu Ouaka. També cal destacar el riu Ubangui, que fa frontera amb la República Democràtica del Congo.